# Germany's Next Topmodel
Germany's Next Top Model è un reality show tedesco basato sul format statunitense America's Next Top Model.
Lo show è presentato da Heidi Klum, di cui è anche produttore esecutivo.

## Svolgimento
Lo svolgimento è quello classico, molto simile al programma americano: vengono scelte dalle 12 alle 25 ragazze e queste dopo un certo numero di puntate (da 10 a 17 fino ad ora), episodio dopo episodio, vengono eliminate finché non ne rimane solo una che viene poi nominata la vincitrice del programma; non viene però stilata alcuna classifica e le ragazze vengono chiamate singolarmente, per sapere se saranno al prossimo turno o meno.
I makeover delle concorrenti vengono fatti agli inizi dello show (di solito dopo la prima o la seconda puntata). La finale del programma si svolge dal vivo con il pubblico ad acclamare le finaliste; durante la finale della decima edizione presso la "SAP Arena" di Mannheim il 14 maggio 2015, la diretta ha subito un'interruzione a causa di un allarme bomba, rivelatosi poi infondato. La finale è stata riprogrammata e registrata il 24 maggio, per poi essere trasmessa il 28 maggio 2015.
L'undicesima edizione ha apportato una novità all'interno del programma, con le concorrenti divise in due squadre (sebbene il sistema di eliminazione sia rimasto invariato); a capo di esse, il direttore artistico Thomas Hayo, presente dalla sesta edizione ed il fashion designer Michael Michalsky; lo stesso sistema è rimasto invariato per la dodicesima edizione.

## Edizioni
| Edizione | Messa in onda    | Vincitrice                          | Seconda classificata        | Altre concorrenti in ordine di eliminazione | Numero di concorrenti | Destinazione(i) internazionale(i)                                                           |
| -------- | ---------------- | ----------------------------------- | --------------------------- | --- | --------------------- | ------------------------------------------------------------------------------------------- |
| 1        | 25 gennaio 2006  | Lena Gercke                         | Yvonne Schröder             | Andrea Lichtenberg e Anne Mühlmeier, Céline Roscheck (ritirata), Rahel Krüger, Micaela Schäfer, Luise Mikulla, Charlotte Offeney e Lena Meier, Janina Ortmann, Jennifer Wanderer | 12                    | Los Angeles New York Parigi Rotterdam                                                       |
| 2        | 1º marzo 2007    | Barbara Meier                       | Anne-Kathrin "Anni" Wendler | Janine Mackenroth, Antje Pötke e Enyerlina Sánchez, Janina-Katharina Küpper, Alla Kosovan, Denise Dahinten, Aneta Tobor e Tonia Michaely, Mikaela-Saskia "Milla" Gräfin von Krockow, Anja Platzer, Mandy Graff, Fiona Erdmann, Hana Nitsche | 15                    | St. Moritz Parigi Città del Capo Bangkok Los Angeles Lisbona                                |
| 3        | 28 febbraio 2008 | Jennifer Hof                        | Janina Delia Schmidt        | Rubina Radwanski e Aisha Grone e Sandra Korte, Aline Tausch e Tainá Santos Silva, Elena Rotter, Katharina Yvonne Harms e Gina-Lisa Lohfink, Bianca Schumacher, Sophia Maus, Anna Vanessa Hegelmaier (ritirata), Sarah Knappik, Raquel Alvarez, Gisele Oppermann, Wanda Badwal e Carolin Ruppert, Christina Leibold | 19                    | Barcellona Vienna New York / Los Angeles Parigi Tel Aviv Sydney / Melbourne                 |
| 4        | 12 febbraio 2009 | Sara Nuru                           | Mandy Bork                  | Olivia Bermann e Johanna Popp e Daphne Braun, Tessa Leonie Bergmeier, Dana Franke, Aline Bauer e Tamara Busch, Stefanie Theissing, Katrina Scharinger, Larissa-Antonia Marolt, Ira Meindl, Sarina Nowak, Maria Beckmann e Jessica Motzkus, Marie Nasemann | 17                    | Los Angeles / Las Vegas / Miami / Honolulu / New York Singapore                             |
| 5        | 4 marzo 2010     | Alisar Ailabouni                    | Hanna Bohnekamp             | Aline Kautz (ritirata), Lena Kaiser e Petra Roschek, Lara Emsen, Luisa Krüger, Cathérine Kropp e Nadine Höcherl, Miriam Höller, Wioleta Psiuk, Jacqueline Kohl, Viktoria Lantratova, Pauline Afaja e Leyla Mert, Louisa Mazzurana, Neele Hehemann, Laura Weyel | 18                    | Città del Capo New York / Los Angeles / San Francisco Milano                                |
| 6        | 3 marzo 2011     | Jana Beller                         | Rebecca Mir                 | Chiara Isabell Breder e Lilia Doubrovina, Valerie Blum (ritirata), Concetta Mazza, Ivon Zito, Christien Fleischauer, Amira Regaieg, Franziska König, Simone Rohrmüller, Tahnee Keller, Natascha Beil e Paulina Miranda Kaluza, Florence Lodevic, Isabel Rath e Sarah Jülich, Joana Damek (ritirata), Jil Goetz, Marie-Luise Schäfer, Lisa-Marie Könnecke, Sihe Jiang, Aleksandra Nagel e Anna-Lena Schubert, Amelie Klever                                          | 25                    | Schladming Londra Los Angeles / Las Vegas / Tampa / Miami São Paulo / Rio de Janeiro Nassau |
| 7        | 23 febbraio 2012 | Luisa Hartema                       | Sarah-Anessa Hitzschke      | Romina Djurovic e Laura Wittek e Abiba Makoya Bakayoko, Isabell Janku e Sabine Snobl e Franziska Pöhling e Valerie-Charlotte Kirchner von Schröder, Anelia Moor, Michelle-Luise Lafleur e Natalia Kowalczykowska, Maxi Böttcher, Jasmin Abraha, Annabelle Rieß, Melek Civantürk, Shawny Sander, Laura Scharnagl, Inga Bobkow, Lisa Volz, Diana Ovchinnikova (ritirata), Evelyn Keck (ritirata), Sara Kulka, Katarzyna "Kasia" Lenhard, Dominique Miller             | 22                    | Phuket / New York / Los Angeles / San Diego Parigi Cancún                                   |
| 8        | 28 febbraio 2013 | Lovelyn Enebechi                    | Maike Van Grieken           | Katharina Oltzow, Merle Lambert (ritirata), Nancy Limonta e Lisa Quack e Linda Niewerth, Lisa-Giulia Wende, Michelle Maas, Höpke Voss (ritirata) e Bingyang Liu (ritirata), Leandra Martin, Sophie Jungblut (ritirata), Anna-Barbara Seebrecht, Jessika Weidner, Janna Wiese, Veronika Maria Weddeling, Jacqueline Thiessen, Leonie Marwitz, Carolin Sünderhauf, Christine Gischler, Marie Czuczman, Anna-Maria Damm, Sabrina Elsner, Luise Will                    | 26                    | Dubai New York / Los Angeles / Honolulu Hong Kong                                           |
| 9        | 6 febbraio 2014  | Stefanie Giesinger                  | Jolina Fust                 | Jill Schmitz, Lisa Seibert, Franziska Wimmer, Pauline Cottin (ritirata), Laura Hass (ritirata), Ina Barták (ritirata), Fata Hasanović (ritirata), Laura Kristen, Emma Kahlert, Antonia Balzer, Simona Hartl, Jana Heinisch, Sainabou Sosseh, Lisa Gelbrich, Sarah Weinfurter, Anna Lena Wilken (ritirata), Samantha Brock, Nancy Nagel, Karlin Ivana Obiango, Aminata Sanogo, Nathalie Volk, Betty Taube, Ivana Teklić                                              | 25                    | Singapore Los Angeles / New York / Salt Lake City Mumbai Malé                               |
| 10       | 12 febbraio 2015 | Vanessa Fuchs                       | Anuthida Ploypetch          | Sarah Kocar (ritirata), Annabel Paasch (ritirata), Laura Weidner, Ariana Xhatova, Adriane Sutsch, Jovana Bulic, Lena Sophie Stockhausen, Daniela Wolking, Irene Pichler, Neele Busse, Érica Santos Silva, Sandy Tereza Provázék, Varisa Čaluk, Laura Sophie Dünninger, Sara Faste, Chiara "Kiki" Hölzl, Jülide "Jüli" Ürküt, Lisa Sophie Bärmann, Darya Strelnikova, Katharina Wandrowsky, Ajša Selimovic                                                           | 23                    | Los Angeles / Miami / New York / Oahu Londra Dubai Milano Auckland Malé Parigi              |
| 11       | 4 febbraio 2016  | Kim Hnizdo                          | Elena Carrière              | Luisa Bolghiran (ritirata), Friederike "Fred" Riss & Laura Penelope Baumgärtner (ritirata) & Saskia Böhlcke, Sophie Schweer & Shirin Kelly, Cindy Unger, Jennifer Daschner & Laura Bräutigam, Christin Götzke & Yusra Babekr-Ali, Lara-Kristin Bayer, Camilla Cavalli, Julia Wulf, Laura Franziska Blank, Laura Bleicher, Luana Genevieve Monica Florea, Elena Kilb, Lara Antonia Helmer, Taynara Joy Silva Wolf, Jasmin Leonié Lekudere, Fata Hasanović            | 24                    | Los Angeles / Miami / New York / Oahu Londra Dubai Milano Auckland Malé Parigi              |
| 12       | 9 febbraio 2017  | Céline Bethmann                     | Serlina Hohmann             | Christina Wiessner & Saskia Mächler, Elisa Weihmann & Victoria Wanke, Claudia Fiedler, Milena Ziller & Chaline Bang & Kimberly Pereira, Helena Fritz (ritirata), Aissatou Niang, Deborah Lay, Melina Budde, Neele Bronst, Julia Fux, Greta Faeser (ritirata), Julia Steyns, Soraya Eckes, Giuliana Radermacher, Brenda Hübscher, Sabine Fischer, Anh Phuong Dinh Phan, Carina Zavline, Lynn Petertonkoker & Maja Manczak, Leticia Wala-Ntuba, Romina Brennecke      | 28                    | Barcellona Maiorca Minorca Parigi Londra Los Angeles New York Las Vegas                     |
| 13       | 8 febbraio 2018  | Oluwatoniloba "Toni" Dreher-Adenuga | Julianna Townsend           | Selma Toroy, Ivana Rajić-Hrnjić (ritirata), Viktoria Wandler & Lania Barzanji, Liane Polt, Julia Freimuth, Elisabeth "Lis" Kanzler & Cindy Valèrie Wersche, Karoline Seul, Isabella Özdemir & Franziska Schwager, Sarah Amiri, Gerda J. Lewis, Anne Volkmann, Stephanie Groll, Shari Streich, Abigail Odoom, Bruna Rodrigues & Victoria Pavlas, Zoe Saip, Trixi Giese, Klaudia Giez & Sara Leutenegger, Sally Haas, Jennifer Michalczyk, Christina Peno, Pia Riegel | 29                    | Las Terrenas Los Angeles San Diego New York Cancún Lisbona Parigi L'Avana                   |